# سیدنی جان کاتن
سیدنی جان کاتن (انگلیسی: Sydney Cotton؛ ۲ دسامبر ۱۷۹۲ – ۱۹ فوریه ۱۸۷۴) فرد نظامی اهل پادشاهی متحد بریتانیای کبیر و ایرلند بود. وی همچنین برندهٔ جوایزی همچون نشان حمام شده‌است.